# Laurus (tiểu thuyết)
Laurus (tiếng Nga: Лавр) là một cuốn tiểu thuyết của nhà văn, triết gia người Nga Eugene Vodolazkin. Tiểu thuyết đã giành được Giải thưởng Cuốn sách lớn (Большая книга) và Giải thưởng văn học Yasnaya Polyana (Ясная Поляна). Tác phẩm mang chủ đề phi lịch sử lấy bối cảnh vào thế kỷ mười lăm và mười sáu, được dịch sang tiếng Anh vào năm 2015 bởi Lisa C. Hayden.

## Nhân vật
| Nhân vật                                 | Tiếng Nga        |
| ---------------------------------------- | ---------------- |
| Arseny/Ustin/Amvrosy (sau này là Laurus) | Арсений (Лавр)   |
| Ustina                                   | Устина           |
| Ambrogio Flecchia                        | Амброджо Флеккия |

## Nội dung
Lấy bối cảnh thời Trung cổ và xoay quanh cuộc đời của một đứa trẻ được đặt tên là Arseny, trong lễ rửa tội bảy ngày sau khi sinh vào ngày 8 tháng 5 năm 1440. Cuộc sống của Arseny dường như được tóm tắt bằng những cái tên mà anh ta nhận được, và thực tế là ngày sinh của anh ta là thứ Sáu theo lịch Gregory và Chủ nhật theo lịch Julius. 
Arseny là đứa con thứ ba trong gia đình và là người duy nhất sống sót đầu tiên sau khi sinh. Hai sự kiện cho thấy bản chất đặc biệt của Arseny.
Sau khi mất cha mẹ vì bệnh dịch hạch, Arseny sống với ông nội Cristofer, người được học về dược thảo và nghệ thuật chữa bệnh, đã ghi lại những gì ông biết trên vỏ cây bạch dương, và dạy nó cho cậu bé Arseny, người trở thành bác sĩ cho làng địa phương. Khi biết rằng ông nội của Arseny sống một mình vì bà của anh ta đã chết nhiều năm trước đó, Arseny quyết định bay lên thiên đường để gặp bà. Giống như Icarus (nhân vật thần thoại Hy Lạp), anh ta thất bại trong chuyến bay, nhưng may mắn hơn Icarus, anh ta thoát ra chỉ với một bàn chân bị gãy. 
Cristofer bình tĩnh đặt ra vết nứt và đưa Arseny đến Tu viện Kirillov gần đó. Khi đó, Arseny được nói bởi người đàn ông hướng dẫn ông của mình.
Cuối cùng, khi anh mười lăm tuổi, ông Cristofer cũng chết theo; Arseny vẫn sống ẩn dật ở nông thôn, tiếp tục hành nghề chữa bệnh nhưng trở thành con mồi của sự ích kỷ và tội lỗi mà anh ta sẽ dành phần còn lại của cuộc đời để chuộc tội. Cảm giác cô lập của anh chỉ được giải tỏa khi có sự xuất hiện của Ustina, một phụ nữ trẻ có gia đình và ngôi làng la lánh vì mang bệnh dịch. Arseny chữa bệnh cho Ustina và họ tận hưởng một hạnh phúc ngắn ngủi nhưng mãnh liệt cho đến khi cô qua đời khi sinh con. Arseny vẫn chưa lập gia đình và muốn giữ bí mật về sự tồn tại của Ustina vì họ sống trong tội lỗi, Arseny đã từ chối tìm một bà đỡ để giúp Ustina sinh đứa trẻ chết non. Đau buồn và mặc cảm tội lỗi, Arseny đi từ làng này sang làng khác cố gắng trở thành một ẩn sĩ, để sống những ngày cuối cùng trong sự cầu nguyện và cô lập, nhưng Arseny đã được biết đến bởi vì anh ta có khả năng chữa bệnh và mọi người tìm đến với Arseny từ khắp nước Nga. Sau đó, Arseny vô tình gặp một tên tội phạm, kẻ đã đánh cắp chiếc áo khoác mà anh ta đã đặt các bản thảo của Cristofer, tài sản quý giá nhất của anh ta.
Khi tới Pskov, ở vùng viễn tây, Arseny quyết định quên đi mọi thứ và sống như thể không có gì trong cuộc sống của anh trước đây, và tự gọi mình là Ustin. Arseny trở thành một kẻ ngu dại cho Chúa Kitô, cư ngụ trong nghĩa trang của thị trấn trong 14 năm. Arseny ném đá vào nhà của những người ngoan đạo, anh ta có thể nhìn thấy những con quỷ tụ tập bên ngoài, không thể vào được và hôn những bức tường của một ngôi nhà tội nhân, nơi các thiên thần bị lưu đày trú ẩn.
Arseny sau đó được hồi phục, hành hương qua Châu Âu và vượt biển đến Sepulcher ở Jerusalem. Trên đường đi Arseny gặp nhà học giả Ambrogio Flecchia, trở thành người bạn vĩ đại của Arseny. Tình bạn của họ là biểu tượng của cuộc đối thoại tự do giữa Châu Âu và Nga.
Laurus (tên sau này của Arseny) dành những năm cuối đời trong một hang động trong rừng gần Rukina, ngôi nhà thời thơ ấu trong quá khứ. Ở đây, anh mất hết cảm giác về thời gian, chỉ biết về những mùa trôi qua, thông qua đau khổ là ý nghĩa của tình yêu. Điều mà Laurus phát hiện ra món quà tuyệt vời nhất mà anh ta có thể trao cho chính mình: chính điều này mang lại sự trọn vẹn cho bệnh nhân của Laurus và cứu rỗi chính anh ta.

## Tiếp nhận
Tiểu thuyết Laurus đã được so sánh với Truyện cổ Caunterbury và tác phẩm Tên của Đoá hồng (tiếng Ý: Il nome della rosa), nhưng điều này có phần không hữu ích. Giống như các tác phẩm của Chaucer và Umberto Eco, Laurus lấy bối cảnh thời Trung cổ bao gồm câu chuyện về một người hành hương. Nhưng tiểu thuyết không phải là một tập hợp những câu chuyện, hài kịch, hay chỉ trích Giáo hội và đức tin; cũng không phải là một bí ẩn giết người với một thám tử mặc trang phục giáo sĩ. Truyền niềm tin đích thực trong suốt câu chuyện kể về nhân vật Laurus khiến mọi so sánh với tác phẩm hư cấu lịch sử nổi tiếng của Eco, Tên của Đoá hồng (1980), hoàn toàn không được chú ý. 

## Phê bình
Laurus là tác phẩm Văn xuôi viết bằng tiếng Nga và ngôn ngữ Nga cổ.
Vào tháng 10 năm 2013, Laurus chiến thắng Giải thưởng Văn học Yasnaya Polyana (tiếng Nga: Ясная Поляна) trong đề cử "Tiểu thuyết của Thế kỷ 21". 
Vào tháng 11 cùng năm, Giải thưởng Cuốn sách lớn (Большая книга) đã được trao cho cuốn tiểu thuyết này. Cuốn tiểu thuyết Laurus được dịch ra hơn ba mươi ngôn ngữ.
Vào ngày 22 tháng 10 năm 2015, tại Hội chợ sách Helsinki, một buổi thuyết trình về việc dịch tác phẩm sang tiếng Phần Lan đã được tổ chức. Theo nhật báo The Guardian, cuốn tiểu thuyết Laurus được đưa vào top 10 cuốn sách hay nhất của văn học thế giới về tôn giáo.

## Chuyển thể
Vào tháng 5 năm 2019, buổi ra mắt của vở kịch dựa trên tiểu thuyết Laurus đã diễn ra tại Nhà hát Liteiny ở Sankt-Peterburg bởi đạo diễn Boris Pavlovich.